# Aleksandr Emel'janovič Volinin
Aleksandr Emel'janovič Volinin (in russo Александр Емельянович Волинин?; Mosca, 4 settembre 1882 – Parigi, 3 luglio 1955) è stato un ballerino russo.

## Biografia
Aleksandr Volinin nacque e crebbe a Mosca, dove fu allievo di Vasilij Tichomirov. Nel 1901 fu scritturato dal Balletto Bol'šoj, di cui divenne solista; in questa veste danzò molti dei grandi ruoli maschili del repertorio corografati da Marius Petipa e Aleksandr Alekseevič Gorskij.
Nel 1910 Sergej Pavlovič Djagilev lo volle nei suoi Balletti Russi e Volinin danzò per lui in numerose tournée europee, facendo da partner sulle scene a grandi ballerine come Lidija Vasil'evna Lopuchova (1910-1911), Adeline Genée (1912-1913), Lydia Kyakcht (1913) ed Anna Pavlovna Pavlova (1914-1925).
Nel 1926 diede l'addio alle scene e fondò una scuola di danza a Parigi, dove annoverò tra i suoi studenti Zizi Jeanmaire, Jean Babilée, Serge Golovine, David Lichine, Michael Somes, Wladimir Skouratoff, Tatiana Riabouchinska, Serge Peretti e George Skibine.
Con l'avanzata nei nazisti in suolo francese nel 1940, si rifugiò a Biarritz, dove continuò ad insegnare fino al 1944. Dopo la liberazione divise il suo tempo tra Biarritz e Parigi, dove morì settantaduenne nel XVII arrondissement nel 1955. È sepolto al Cimitero russo ortodosso di Nostra Signora dell'Assunzione.